# Battaglia di Nocera
La  Battaglia di Nocera  fu una delle maggiori battaglie di Ruggero II di Sicilia ed una delle sue due maggiori sconfitte, insieme a quella nella Battaglia di Rignano, entrambe subite per mano del conte Rainulfo di Alife.

## Una sconfitta senza conseguenze

### Lo scenario
Nel 1127 Rainulfo, auspice il papa Onorio II, si alleò con Roberto II di Capua nel tentativo di contrastare la successione di Ruggero d'Altavilla al ducato di Puglia e Calabria; questi riuscì a imporsi, ma dovette concedere a Rainulfo il possesso feudale della contea di Ariano.
L'alleanza con il sovrano fu breve: nel febbraio 1130, alla morte di Onorio II, Rainulfo si schierò con Innocenzo II, contro l'antipapa Anacleto II.
Ruggero, duca di Puglia e di Calabria e padrone della Sicilia, aveva riconosciuto come valida l'elezione di Anacleto ed ebbe in ricompensa la corona di Sicilia, il 25 dicembre 1130.
Ma alcuni nobili feudatari normanni, che già da tempo mordevano il freno, non accettarono il nuovo sovrano e da qui si scatenarono gli eventi che portarono allo scontro militare il 24 luglio 1132 sul fiume Sarno presso Scafati.

### Prima della battaglia
Nel 1132, il ribelle Rainulfo aveva radunato grandi forze con il suo alleato il principe di Capua Roberto II.
La città di Benevento, nonostante fosse usualmente fedele a Ruggero, si consegnò nelle mani dei ribelli che si erano ammassati alle sue porte.
Ruggero, fece tornare indietro il suo esercito dirigendosi verso Nocera, la più grande città fortificata del principe di Capua, a parte Capua stessa.
La ritirata sugli Appennini fu straordinariamente rapida, ma i ribelli si mossero altrettanto velocemente per incontrare l'esercito reale a Nocera.
Ruggero distrusse l'unico ponte che attraversava il fiume Sarno ma i ribelli, con rapidità altrettanto straordinaria, costruirono un ponte di fortuna, e mossero verso l'assediata Nocera.

### Il combattimento
Ruggero aveva tolto il suo assedio all'arrivo dell'esercito ribelle, Rainulfo inviò 250 cavalieri verso le mura della città per distrarre una parte delle truppe reali.
Roberto di Capua si mise a capo dell'ala sinistra, Rainulfo di quella destra divisa in tre colonne.
Il 24 luglio, una domenica, Ruggero iniziò lo scontro caricando i cavalieri del principe.
Le truppe reali risultarono vittoriose e la fanteria di Capua si ritirò sul ponte improvvisato, che crollò.
Ruggero ordinò una seconda carica che inizialmente ebbe successo, ma Rainulfo si unì al combattimento con 500 uomini del suo centro. Egli colpì il fianco di Ruggero ed i realisti cominciarono a cedere.
Prima che potessero arrivare rinforzi Rainulfo gettò nella mischia prima la sua ala destra e poi quella sinistra e le truppe reali crollarono.
Ruggero stesso cercò di incoraggiare i suoi ma ormai erano in rotta e Ruggero con quattro cavalieri fuggì verso Salerno.
La vittoria dei ribelli fu assoluta.

### Il bottino
Settecento cavalieri furono catturati con ventiquattro baroni lealisti.
Sia i cronachisti simpatizzanti per i ribelli come Falcone Beneventano, che quelli realisti come Enrico Vescovo di Sant’Agata, sono concordi nel dire che il bottino fu immenso, comprendeva persino la bolla dell'Antipapa Anacleto II con la quale Ruggero era stato investito del titolo di re.

### Le conseguenze
Nonostante la vasta eco, la battaglia ebbe scarsa importanza su lungo termine perché l'imperatore Lotario II, dopo essere stato incoronato a Roma da papa Innocenzo II, tornò in Germania, i ribelli, rimasti privi di aiuti, persero molte delle loro conquiste.
Nel luglio del 1134 le truppe di Ruggero costrinsero Rainulfo, Sergio VII duca di Napoli e gli altri ribelli a sottomettersi, mentre Roberto fu espulso da Capua. La guerra riprese l'anno successivo.